# The Divine Fury
Pour plus de détails, voir Fiche technique et Distribution.
The Divine Fury (hangeul : 사자 ; RR : Saja, litt. « Lion ») est un film d'horreur sud-coréen écrit et réalisé par Jason Kim et sorti en 2019 en Corée du Sud.
Il totalise plus d'un million d'entrées au box-office sud-coréen de 2019.

## Synopsis
Quand il était enfant, Yong-Hoo (Park Seo-joon) a perdu son père dans un accident et en a gardé une méfiance des personnes qui l'entourent et de la foi chrétienne. Devenu champion d'arts martiaux, il acquiert tout ce dont il a toujours rêvé jusqu'à ce que de mystérieuses blessures apparaissent dans la paume de sa main. Sollicitant l'aide du prêtre An (Ahn Sung-ki), qui est également exorciste, ils se retrouvent tous les deux à devoir combattre une force maléfique mystérieuse.

## Fiche technique
Sauf indication contraire, les informations mentionnées dans cette section peuvent être confirmées par la base de données cinématographiques IMDb,  présente dans la section « Liens externes ».
- Titre original : 사자
- Titre international : The Divine Fury
- Réalisation et scénario : Jason Kim
- Musique : Koo Ja-wan
- Société de distribution : Lotte Cultureworks
- Pays d’origine :  Corée du Sud
- Langue originale : coréen
- Format : couleur
- Genres : horreur et action
- Durée : 129 minutes
- Dates de sortie :
  - Corée du Sud : 31 juillet 2019

## Distribution
- Park Seo-joon : Yong-hoo
- Ahn Sung-ki : Père Ahn
- Woo Do-hwan : Ji-shin
- Choi Woo-sik : Père Choi (participation amicale)
- Kim Si-eun : Theresa (participation amicale)

## Production
Le réalisateur Jason Kim et l'acteur Park Seo-joon avaient déjà travaillé ensemble sur le film Midnight Runners en 2017. Le tournage débute le 14 août 2018. L'actrice Esom (en) devait jouer le rôle de Sœur Teresa mais a dû refuser en raison de son emploi du temps incompatible avec le tournage de la série The Third Charm (en). Kim Si-eun l'a remplacée.